# Magomedmurad Gadžijev
Magomedmurad Gadžijev (* 15. února 1988) je původem ruský zápasník–volnostylař darginské národnosti, který od roku 2015 reprezentuje Polsko.

## Sportovní kariéra
Je rodákem z dagestánské obce Gurbuki v Karabudachkentském okrese. Zápasení se věnoval od útlého dětství. Ve 14 odešel na střední spostovní školu do Machačkaly, kde se připravoval pod vedením Magomeda Dibirova. V ruské volnostylařské se výrazně neprosadil, proto v roce 2013 přijal nabídku reprezentovat Polsko, jejichž volnostylařskou reprezentaci vedl dagestánský trenér Jusup Abdusalamov. Polsko mohl reprezentovat od roku 2015, kdy mu skončila dvouroční sportovní karanténa. Patří k výrazným osobnostem neolympijské váhy do 70 kg, kterou střídá s olympijskou vahou do 65 kg.
V roce 2016 se v této váze dodatečně kvalifikoval na olympijské hry v Riu. Původně vyhrál evropský kvalifikační turnaj v Zrenjaninu, ale po turnaji byl pozitivně testován na tehdy nově zakázanou látku meldonium. Jeho získaná kvóta propadla ve prospěch Davita Safarjana z Arménie. V červenci mu však byla olympijská kvóta vrácena po nových pokynech Světové antidopingové agentury (WADA) a v srpnu startoval na olympijských hrách v Riu. V Riu prohrál nečekaně v úvodním kole s málo známým Američanem Frankem Molinarem těsně na pomocná kritéria.

## Výsledky
| Olympijské hry     | —  |   |    |   | — |   |   |    | úč. |    |     |     |  |  |  |  |  |  |  |  |  |
| Mistrovství světa  |    | — | —  | — |   | — | — | 7. |     | 2. | úč. | 3.  |  |  |  |  |  |  |  |  |  |
| Evropské hry       |    |   |    |   |   |   |   | 2. |     |    |     | úč. |  |  |  |  |  |  |  |  |  |
| Mistrovství Evropy | —  | — | 2. | — | — | — | — | 2. | 1.  | 2. | 2.  | 3.  |  |  |  |  |  |  |  |  |  |
| MS juniorů         | 1. |   |    |   |   |   |   |    |     |    |     |     |  |  |  |  |  |  |  |  |  |
| ME juniorů         | —  |   |    |   |   |   |   |    |     |    |     |     |  |  |  |  |  |  |  |  |  |